# Euphaedra kataphraktar
Euphaedra kataphraktar är en fjärilsart som beskrevs av Birket-smith 1960. Euphaedra kataphraktar ingår i släktet Euphaedra och familjen praktfjärilar. Inga underarter finns listade i Catalogue of Life.